# Antillai sarlósfecske
Az antillai sarlósfecske (Chaetura martinica) a madarak osztályának sarlósfecske-alakúak (Apodiformes) rendjébe és a sarlósfecskefélék (Apodidae) családjába tartozó faj.

## Előfordulása
A Kis-Antillák szigetcsoport tagjain, Antigua és Barbuda, Barbados, a Dominikai Közösség, Guadeloupe (Franciaország), Martinique (Franciaország), Montserrat (Egyesült Királyság), Saint Kitts és Nevis, Saint Lucia, a Saint Vincent és a Grenadine-szigetek területén honos. A természetes élőhelye szubtrópusi és trópusi síkvidéki esőerdők és erősen leromlott egykori erdők.

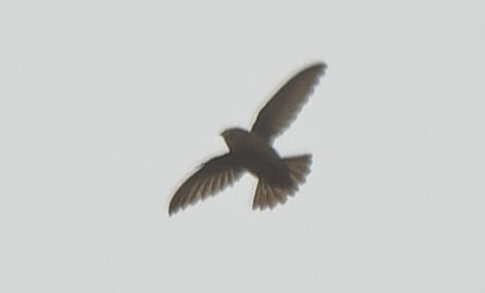
Egy példány Martinique szigete felett